# Dolichopeza (Oropeza) carolus
Dolichopeza (Oropeza) carolus is een tweevleugelige uit de familie langpootmuggen (Tipulidae). De soort komt voor in het Nearctisch gebied.